# Akademisches Theater
Akademisches Theater ist ein Ehrentitel, der den ältesten und größten Staatstheatern in den Nachfolgestaaten der Sowjetunion verliehen wird.
Der Titel wurde 1919 erstmals verliehen. Die ersten Titelträger wurden die sechs ältesten Theater Sowjetrusslands: Bolschoi-Theater, Maly-Theater, Tschechow-Kunsttheater Moskau, Alexandrinski-Theater, Mariinski-Theater und Michailowski-Theater. Alle Akademischen Theater wurden 1920 in einem Verband organisiert, der jedoch nur für ein Jahr existierte. Nach der Gründung der Sowjetunion 1922 wurde der Titel fortgeführt. Während der 1920er und 1930er Jahre erhielten sehr viele Theater den Titel Akademisches Theater. Nach dem Zerfall der Sowjetunion wurde der Titel von deren Nachfolgestaaten übernommen.

## Liste Akademischer Theater
- Akademisches Theater Schota Rustaweli (Rustaweli-Theater, georgisch შოთა რუსთაველის სახელობის აკადემიური თეატრი), Tiflis, Georgien
- Baschkirisches Akademisches Dramatisches Theater Maschit Gafuri (baschkirisch Мәжит Ғафури исемендәге Башҡорт дәүләт академия драма театры), Ufa, Baschkortostan, Russland
- Charkiwer Nationales Akademisches Theater für Oper und Ballet Mykola Lysenko (ukrainisch Харківський національний академічний театр опери та балету імені Миколи Лисенка), Charkiw, Ukraine
- Charkiwer Akademisches Theater für Musikalische Komödie (ukrainisch Харківський академічний театр музичної комедії), Charkiw, Ukraine
- Regionales Akademisches Mykola-Kulisch-Theater für Musik und Drama Cherson (Mykola-Kulisch-Musiktheater, ukrainisch Херсонський обласний академічний музично-драматичний театр імені Миколи Куліша), Cherson, Ukraine
- Moskauer Akademisches Theater Wladimir Majakowski (Majakowski-Theater, russisch Московский академический театр имени Владимира Маяковского), Moskau, Russland
- Nationale Ukrainische Oper Taras Schewtschenko (Taras-Schewtschenko-Opernhaus, ukrainisch Національна опера України імені Тараса Шевченка Nazionalna opera Ukrajiny imeni Tarassa Schewtschenka), Kiew, Ukraine
- Nationales Akademisches Dramatisches Theater Iwan Franko (Nationales Iwan-Franko-Schauspielhaus), (ukrainisch Національний академічний драматичний театр імені Івана Франка), Kiew, Ukraine
- Nationales Akademisches Theater (Janka-Kupala-Theater, belarussisch Нацыянальны акадэмічны тэатр імя Янкі Купалы), Minsk, Belarus
- Odessaer Akademisches Theater für Musikalische Komödie Mychajlo Wodjanoj, (ukrainisch Одеський академічний театр музичної комедії імені М. Водяного), Odessa, Ukraine
- Odessaer Nationales Akademisches Theater für Oper und Ballett (Opernhaus Odessa, ukrainisch Одеський національний академічний театр опери та балету Odeskyj nazionalnyj akademitschnyj teatr opery ta baletu), Odessa, Ukraine
- Oscher Staatliches Akademisches Usbekisches Musikalisch-Dramatisches Theater Babur (kirgisisch Бабур атындагы Ош Мамлекеттик Академиялык өзбек музыкалуу драма театры), Osch, Kirgisistan
- Russisches Leninorden Akademisches Jugendtheater (Russisches Akademisches Jugendtheater, russisch Росси́йский о́рдена Ле́нина академи́ческий молодёжный теа́тр (РАМТ)), Moskau, Russland
- Russisches Staatliches Akademisches Großes Dramatisches Theater G. A. Towstonogow (russisch Росси́йский госуда́рственный академи́ческий Большо́й драмати́ческий теа́тр и́мени Г. А. Товстоно́гова (БДТ)), Sankt Petersburg, Russland
- Saratower Akademisches Theater für junge Zuschauer J. P. Kisseljow (russisch Саратовский академический театр юного зрителя имени Ю. П. Киселёва), Saratow, Russland
- Staatliches Akademisches Russisches Dramatisches Theater A. S. Puschkin (russisch Государственный академический Русский драматический театр им. А. С. Пушкина), Jakutsk, Russland
- Staatliches Akademisches Theater Wachtangow (Wachtangow-Theater, russisch Государственный академический театр имени Вахтангова Gossudarstwenny akademitscheski teatr imeni Wachtangowa), verliehen 1956,[2] Moskau, Russland
- Staatliches Kasachisches Akademisches Dramatisches Theater Muchtar Äuesow (Äuesow-Theater, kasachisch Мұхтар Әуезов атындағы Қазақ мемлекеттік академиялық драма театры), Almaty, Kasachstan
- Staatliches Leninorden und Orden des Roten Banners der Arbeit Akademisches Theater Mossowjet (Mossowjet-Theater, russisch Госуда́рственный ордена Ле́нина и ордена Трудово́го Кра́сного Зна́мени академи́ческий театр имени Моссове́та), verliehen 1964,[2] Moskau, Russland
- Staatliches Akademisches Großes Theater Usbekistans Mir ʿAli Schir Nawāʾi (usbekisch Государственный академический Большой театр Узбекистана имени Алишера Навои, kurz usbekisch ГАБТ имени А. Навои, usbekisch Alisher Navoiy nomidagi davlat akademik katta teatri), Taschkent, Usbekistan
- Tadschikisches Akademisches Theater Abolqasem Lahuti (tadschikisch Театри давлатии академӣ-драмавии ба номи Абулқосим Лоҳутӣ), Duschanbe, Tadschikistan
- Tatarisches Staatliches Akademisches Theater Galiasgar Kamal (tatarisch Галиәсгәр Камал исемендәге Татар дәүләт академия театры), Kasan, Tartastan, Russland
- Usbekisches Nationales Akademisches Dramatisches Theater (usbekisch Oʻzbek milliy akademik drama teatri, kurz usbekisch Hamza teatri), Taschkent, Usbekistan
- Usbekisches Russisches Akademisches Dramatisches Theater (usbekisch Oʻzbekiston rus akademik drama teatri), Taschkent, Usbekistan

## Ehemalige Akademische Theater
- Staatliches Akademisches Dramatisches Theater der Lettischen SSR (russisch Государственный академический театр драмы Латвийской ССР; heute Lettisches Nationaltheater), verliehen 1949,[2] Riga, Lettland
- Staatliches Akademisches Theater für Oper und Ballett der Lettischen SSR (russisch Государственный академический театр оперы и балета Латвийской ССР; heute Lettische Nationaloper), verliehen 1956,[2] Riga, Lettland